# An unsere klagenden Herzen
An unsere klagenden Herzen (französischer Originaltitel À nos coeurs qui murmurent, internationaler englischsprachiger Titel Murmuring Hearts) ist ein Dokumentarfilm von Vytautas Puidokas. Der Regisseur begleitet in seinem Film einen Teenager über sechs Monate hinweg, wie dieser auf einem Bauernhof in Litauen versucht, zwischen ehemaligen Drogenabhängigen und Ex-Strafgefangenen seine Wutausbrüche in den Griff zu bekommen. An unsere klagenden Herzen feierte Mitte November 2024 beim Tallinn Black Nights Film Festival seine Premiere und wurde wenige Tage später in Deutschland erstmals bei Arte gezeigt.

## Inhalt
Ehemalige Drogenabhängige und Ex-Strafgefangene versuchen auf einem abgelegenen Bauernhof in Litauen mit strenger Routine und Alltagstätigkeiten, wieder Fuß im Leben zu fassen. Ein Neuankömmling ist der 14-jährige Matas, der als kleines Kind von seinen drogenabhängigen Eltern verlassen und in einem Waisenhaus untergebracht wurde. Das Paar aus Vilnius, das ihn adoptierte, konnte seine selbstzerstörerische Wut nicht länger ertragen und schickte ihn dorthin. Besonders seinem Vater gegenüber hegt Matas daher einen Groll.
Der Hof gehört Zanas Talandis. Es ist Dezember 2020 als Matas bei ihm ankommt, und überall liegt dicker Schnee. Dort gibt es Ziegen, Schafe und Kühe. Besonders bei den Kälbern fühlt sich der Teenager sofort wohl, und auch mit den Hunden nimmt er gleich bei seiner Ankunft Kontakt auf. Er muss sich ein Zimmer mit den anderen Männern teilen, die dort leben, und hilft neben dem Lernen mit Zanas Ehefrau Lina in deren Wohnhaus in der Nähe Laimis, Zilvinas und den anderen Männern bei der Hofarbeit. Wenn sie beim Essen mit Zanas zusammensitzen, erzählen die Männer von ihren Suchterfahrungen, und Zanas redet mit ihnen über Gott. Matas bleibt bei solchen Gesprächen meist wortkarg. Nach dem Essen spült Matas das Geschirr. Auch dies gehört zu seinen täglichen Aufgaben.
Als Matas sechs Monate später den Hof verlässt und zurück nach Vilnius geht, erklärt ihm Zanas vor seiner Abreise, ein „klagendes Herz“ bringe einen direkt in die Hölle. Man solle Gott dankbar sein, für alles was man hat, auch Matas dafür, dass er bei seinen Adoptiveltern im besten Viertel von Vilnius aufwachsen konnte und immer alles hatte, was er brauchte. Es ist der 30. Juni 2021 an dem Matas darauf wartet, dass seine Mutter ihn abholt, doch diese verspätet sich ein paar Stunden.

## Produktion
Regie führte Vytautas Puidokas, der auch das Drehbuch schrieb. An unsere klagenden Herzen ist sein dritter Dokumentarfilm nach El padre médico von 2019 und Before They Meet von 2021. Puidokas hat einen Abschluss in Medien- und Filmwissenschaften von der University of Surrey und begann seine Karriere beim litauischen Nationalfernsehen, wo er als Drehbuchautor und Regisseur arbeitete. Neben Dokumentarfilmen dreht Puidokas auch Musikvideos und Videoinstallationen. Seine Arbeit behandelt Themen im Zusammenhang mit Migration, Geschichte und Identität. Den Filmschnitt übernahmen Pascale Hannoyer, Frédéric Fichefet und Anna Sawtchenko. Kameramann Linas Žiūra war zuvor überwiegend für Kurzfilme tätig.
Die deutsche Untertitelung erfolgte durch Dagmar Klotz im Auftrag der MD Productions GmbH.
Die Filmmusik steuerte der französische Musiker, Singer-Songwriter und Musikproduzent Pierre Daven-Keller bei.
Die Premiere des Films erfolgte am 13. November 2024 beim Tallinn Black Nights Film Festival. Am 19. November 2024 wurde er in Deutschland erstmals bei Arte gezeigt.

## Auszeichnungen
Tallinn Black Nights Film Festival 2024
- Nominierung im Documentary Competition
- Auszeichnung für die Beste Kamera im Documentary Competition (Linas Žiūra)[3][4]